# Спреча
Спреча је река у Босни и Херцеговини, десна притока реке Босне.
Извире испод Веље Главе (594 м) близу Зворника и тече, правећи многе меандре кроз истоимено поље. Са десне и леве стране у том пољу прима много мањих притока, међу којима је са леве стране истичу Мала Спреча и Оскова. Напустивши поље, прима до свог ушћа Јалу, поред много мањих речица. У Босну утиче код Добоја. Дужина тока јој износи 137,9 km, а површина слива 2.947,7 km². Због знатне хидроенергије узводно у близини Лукавца 1963/1964. преграђена је браном, па је настало мало Спречко вештачко језеро (Модрац), дуго око 12 km и широко до 2 km. Језерсака вода служи за напајање индустријских постројења водом.